# رهاب البحر
ثالاسوفوبيا أو رهاب البحر (باليونانية: θάλασσα)‏، ثالاسا بمعنى «البحر» φόβος، فوبوس بمعنى «الخوف») هُو الخوف الشديد والمُستمر من البحر. يُمكن أن يشمل رهاب البحر الخوف من التواجد في المسطحات المائية العميقة، والخوف من الفراغ الشاسع للبحر، والخوف من موجات البحر، والخوف من المخلوقات البحرية، والخوف من الابتعاد عن اليابسة.
يختلف رهاب البحر عن رهاب الماء كون هذا الأخير يُشير إلى الخوف من الماء في حد ذاته والذي يظهر مع أحداث الطقس (تساقط الأمطار مثلا) أو كميات صغيرة نسبيًا من الماء، أما رهاب البحر فيُشير إلى الخوف من الأجسام المائية التي تبدو واسعة ومُظلمة وعميقة وخطيرة.
تعد أسباب رهاب البحر غير واضحة وهي موضوع بحث بواسطة المهنيين الطبيين، إذ يمكن أن تختلف اختلافًا كبيرًا بين الأفراد. اقترح الباحثون أن الخوف من المسطحات المائية الكبيرة يعتبر جزئيًا استجابة تطورية بشرية، وقد يرتبط أيضًا بتأثيرات الثقافة الشعبية التي تثير الخوف والضيق. يفترض أيضًا أن النفسية الأساسية للرهاب تنجم عن الطبيعة الرمزية للماء. وتحديدًا، يرتبط اتساع البحر غالبًا بعمق اللاوعي لدى الفرد. تعتبر شدة رهاب البحر والعلامات والأعراض المرتبطة به مرنة ومعقدة للغاية. يمر الذين يعانون من رهاب البحر بنوبات عديدة من الألم النفسي والجسدي الناجمة عن مجموعة متنوعة من المحفزات. قد يشمل العلاج مزيجًا من المعالجة ومضادات القلق، ويكون أكثر فاعلية عند مداواة المرضى في أثناء الطفولة، عندما يكون رهاب البحر في ذروته عمومًا.

## التشخيص والأعراض
يتميز رهاب البحر ببعض السمات الجسدية والعاطفية التي يظهرها الفرد. لا يتناسب رد الفعل الذي يظهره الذين يعانون من رهاب البحر تجاه المسطحات المائية الكبيرة (الشواطئ والمحيطات والبحيرات) مع مستوى الخطر الذي تشكله المياه عليهم. وبالتالي، يظهرون سلوكًا غير طبيعي تجاه المواقف أو البيئات التي تثير مخاوفهم. يظهر الرهاب الناجم عن القلق مثل رهاب البحر من خلال علامات وأعراض محددة. قد يعاني الأفراد الذين لديهم خوف معتدل من المسطحات المائية العميقة من الانفعالات والأرق يوميًا.
تشمل الأعراض العاطفية الشائعة لرهاب البحر ما يلي:
- القلق المستمر
- صعوبة في النوم أو في مواصلة النوم (ربما أرق)
- نوبات الهلع والقلق
- الشعور بالموت الوشيك
- الحاجة للهروب
- الشعور بالانفصال عن الموقف
- الشعور بالارتباك

تشمل الأعراض الجسدية الشائعة لرهاب البحر ما يلي:
- ضيق في التنفس
- التعرق
- الاهتزاز أو الارتجاف عند رؤية البحر
- البكاء أو الهروب عند الاقتراب من المسطحات المائية العميقة
- غثيان
- دوخة
- تنفس سريع
- الصراخ و/أو الصياح عند رؤية البحر

وفقًا لـ«الدليل التشخيصي والإحصائي للاضطرابات العقلية (الإصدار الخامس)» (دي إس إم-5) الذي يعتبر دليلًا لتقييم وتشخيص الاضطرابات النفسية طورته الجمعية الأمريكية للطب النفسي؛ لتشخيص رهاب المسطحات المائية العميقة يجب أن:
- يكون خوف الفرد من المياه العميقة مستمرًا ومفرطًا وغير معقول
- يشعر الفرد بهذا الخوف في كل مرة يتعرض فيها للمياه العميقة أو المفتوحة
- يتجنب الفرد المحيط أو المسطحات المائية المفتوحة الأخرى أو يتحملها بخوف شديد
- يتعارض خوف الفرد من المسطحات المائية الكبيرة مع أدائه الطبيعي
- يستمر خوف الفرد لمدة ستة أشهر أو أكثر

لا يعرف انتشار وتواتر رهاب البحر أو أي رهاب غالبًا. خلص الباحثون إلى أن شدة وانتشار رهاب البحر في حالة تغير مستمر بين الديموغرافيات المختلفة وقد لا يدرك الكثيرون أنهم يعانون من رهاب البحر الخفيف.

### الفرق بين رهاب البحر ورهاب الماء
يختلف رهاب البحر عن رهاب الماء أو الخوف من الماء. يتميز رهاب الماء بشعور عام بالذعر بسبب الماء، بينما يتعلق رهاب البحر أكثر باتساع تلك المياه وبما يمكن أن يحتويه هذا العمق. ورغم أن كلا الرهابين يتعلقان بالماء، يمكن أن يحدث رهاب الماء عن طريق حدث واحد، في حين ينشأ رهاب البحر من عنصر من الوعي الباطني للفرد يتعلق بما هو موجود في الماء.